# Symphurus
Symphurus är ett släkte av fiskar. Symphurus ingår i familjen Cynoglossidae.

## Dottertaxa tillSymphurus, i alfabetisk ordning[1]
- Symphurus arawak
- Symphurus atramentatus
- Symphurus atricaudus
- Symphurus australis
- Symphurus bathyspilus
- Symphurus billykrietei
- Symphurus callopterus
- Symphurus caribbeanus
- Symphurus chabanaudi
- Symphurus civitatium
- Symphurus diabolicus
- Symphurus diomedeanus
- Symphurus elongatus
- Symphurus fasciolaris
- Symphurus fuscus
- Symphurus gilesii
- Symphurus ginsburgi
- Symphurus gorgonae
- Symphurus hondoensis
- Symphurus insularis
- Symphurus jenynsi
- Symphurus kyaropterygium
- Symphurus leei
- Symphurus ligulatus
- Symphurus lubbocki
- Symphurus luzonensis
- Symphurus macrophthalmus
- Symphurus maldivensis
- Symphurus marginatus
- Symphurus marmoratus
- Symphurus megasomus
- Symphurus melanurus
- Symphurus melasmatotheca
- Symphurus microlepis
- Symphurus microrhynchus
- Symphurus minor
- Symphurus monostigmus
- Symphurus multimaculatus
- Symphurus nebulosus
- Symphurus nigrescens
- Symphurus normani
- Symphurus novemfasciatus
- Symphurus ocellaris
- Symphurus ocellatus
- Symphurus oculellus
- Symphurus oligomerus
- Symphurus ommaspilus
- Symphurus orientalis
- Symphurus parvus
- Symphurus pelicanus
- Symphurus piger
- Symphurus plagiusa
- Symphurus plagusia
- Symphurus prolatinaris
- Symphurus pusillus
- Symphurus regani
- Symphurus reticulatus
- Symphurus rhytisma
- Symphurus schultzi
- Symphurus septemstriatus
- Symphurus stigmosus
- Symphurus strictus
- Symphurus tessellatus
- Symphurus thermophilus
- Symphurus trewavasae
- Symphurus trifasciatus
- Symphurus undatus
- Symphurus undecimplerus
- Symphurus urospilus
- Symphurus vanmelleae
- Symphurus variegatus
- Symphurus varius
- Symphurus williamsi
- Symphurus woodmasoni